# دانیال موسوی
دانیال موسوی (زادهٔ ۸ ژوئیهٔ ۱۹۹۷) یک بازیکن فوتبال اهل ایران است. 
از باشگاه‌هایی که در آن بازی کرده‌است می‌توان به باشگاه فوتبال استقلال اهواز اشاره کرد.